# Nacho Rodilla
José Ignacio Rodilla Gil (Liria, Valencia, 12 de marzo de 1974) es un exjugador de baloncesto español que disputó 13 temporadas como profesional. Con 1,92 metros jugaba en la posición de base.

## Carrera
Debutó en la liga ACB con el CB Llíria el 21 de septiembre de 1991 con apenas 17 años. 
En febrero de 1998, con Pamesa Valencia, conquista la Copa del Rey y es nombrado MVP del torneo.
En abril de 2003, se proclama campeón de la Copa ULEB 2002-03 con Pamesa Valencia.
Condujo al Pamesa Valencia a su primera final europea (Copa Saporta, que perdieron ante la Benetton de Treviso de Zeljko Rebraca) y a su primera final de liga perdida ante el Barça. Su salida del club por la puerta de atrás dejó un mal sabor de boca entre la afición. 
Tras un año en Lérida, jugó un año en Air Avellino (Lega) y otro, el último, en la Virtus Bolonia.
Nacho Rodilla portó el dorsal 11 durante nueve temporadas en Pamesa Valencia. 
[actualizar]

### Selección nacional
[actualizar]

### Retirada
Se retiró en 2005 y, desde 2016, el número 11 fue colgado en lo alto del pabellón de Pamesa, y ningún jugador del club volverá a vestirlo. Este fue el primer dorsal que se retiró en la historia del equipo valenciano.
Desde su retirada trabajó como Adjunto del Director Técnico de Formación en Pamesa Valencia hasta la temporada 2007-2008, cuando se convirtió en el entrenador del CB Llíria.
Director de cantera del Fuenlabrada y entrenador del cadete "A" del Baloncesto Fuenlabrada (Montakit Fuenlabrada).
También es comentarista deportivo en televisión.

## Palmarés

### Selección
- Eurobasket Sub-22 (1996)
- Juegos del Mediterráneo - España promesas - (1997)
- Eurobasket 1999

### Clubes
- Campeón Copa del Rey (1998)
  - MVP de la Copa del Rey (1998)
- Campeón Copa ULEB (2003)